# Comuna Ciorescu, Chișinău
Comuna Ciorescu este o comună din municipiul Chișinău, Republica Moldova. Este formată din satele Ciorescu (sat-reședință), Făurești și Goian.

## Demografie
Conform datelor recensământului din 2014, comuna are o populație de 5.961 de locuitori. La recensământul din 2004 erau 7.096 de locuitori.

## Administrație și politică
Componența Consiliului local Ciorescu (15 consilieri), ales la 5 noiembrie 2023, este următoarea:
|  | Partid                                       | Consilieri | Componență | Componență | Componență | Componență | Componență | Componență |
|  | -------------------------------------------- | ---------- | ---------- | ---------- | ---------- | ---------- | ---------- | ---------- |
|  | Platforma Demnitate și Adevăr                | 6          |            |            |            |            |            |            |
|  | Partidul Acțiune și Solidaritate             | 5          |            |            |            |            |            |            |
|  | Mișcarea Alternativa Națională               | 3          |            |            |            |            |            |            |
|  | Partidul Socialiștilor din Republica Moldova | 1          |            |            |            |            |            |            |